# Abdelaziz Khellef
Abdelaziz Khellef, né en 1944 à Guemar, près d'El Oued, en Algérie, est un haut fonctionnaire et ancien ministre algérien.
Après avoir commencé sa carrière au ministère de l'Industrie et de l'Énergie dans les années 1970, il a été ministre du commerce de 1980 à 1986 et des finances de 1986 à 1988. Il fera la suite de sa carrière dans la banque, à la BID à Djeddah puis à Rabat et à la BADEA à Khartoum.

## Parcours
- Directeur général de la planification au ministère de l'Industrie et de l'Énergie, 1970-1977
- Secrétaire général du ministère de l'Industrie et de l'Énergie, 1977-1980
- Ministre du commerce, 1980-1986
- Ministre des finances, 1986-1988
- Ambassadeur en Tunisie, 1988-1989
- Secrétaire d'Etat aux affaires maghrébines, 1989-1991
- Secrétaire général de la présidence de la république, 1991-1992
- Ministre délégué à la coopération et aux affaires maghrébines, 1992-1993
- Banque Islamique de Développement (BID), 1994-2006
- Directeur général de Banque Arabe pour le développement économique en Afrique (BADEA), depuis 2006